# Nexus 7 (2013)
Das Nexus 7 (Modellnummer: ASUS-1A019A) ist die zweite Generation einer Produktreihe von Tabletcomputern, die von Google zusammen mit der Android-Version 4.3 Jelly Bean am 24. Juli 2013 vorgestellt wurde. Es hat unter anderem einen leistungsstärkeren Prozessor, einen höher auflösenden Bildschirm und unterstützt LTE. Es war seit dem 26. Juli 2013 in den USA mit 16 und 32 GB erhältlich. Der Verkauf in Deutschland erfolgte seit dem 28. August 2013.
Ebenso wie sein Vorgänger Nexus 7 (2012) (und alle anderen Geräte der Nexus-Reihe) wurde das Tablet von einem Hersteller für Android-Geräte produziert, in diesem Fall Asus, jedoch von Google selbst verkauft.

## Neuerungen
Das Gehäuse war weiterhin aus schwarzem Kunststoff, aber leichter und dünner. Das Gerät wurde, wie der Vorgänger, von Asus hergestellt und hatte einen untertakteten Qualcomm Snapdragon-600-SoC, der jedoch offiziell als Snapdragon S4 Pro bezeichnet wurde. Der Arbeitsspeicher wurde auf 2 GB verdoppelt. Das Display hat eine Auflösung von 1920 × 1200 bei 323 ppi. Das Nexus 7 besitzt auf der Rückseite eine 5-Megapixel-Kamera und an der Vorderseite eine 1,2-Megapixel-Kamera. Es unterstützt unter anderem LTE, induktives Laden und besitzt Stereo-Lautsprecher. Es war das erste Gerät, welches mit Android 4.3 ausgeliefert wurde.

## Varianten
Google hat am 10. Dezember 2013 eine weiße Variante des Nexus 7 vorgestellt. Diese war aber ursprünglich nur für Großbritannien, Japan und USA geplant. Asus Benelux hat allerdings am 7. Februar 2014 via Facebook die weiße Variante auch für die Niederlande, Belgien und Luxemburg angekündigt.